# إيمانويل بنتيل
إيمانويل بنتيل (بالإنجليزية: Emanuel Bentil) هو لاعب كرة قدم غاني في مركز الوسط، ولد في 3 ديسمبر 1978 في تيما في غانا. شارك مع منتخب غانا تحت 17 سنة لكرة القدم. أما مع النوادي، فقد لعب مع ألانيا وبايرن ميونخ 2 وبايرن ميونخ ولوس أنجلوس غلاكسي ونادي تشيرنو مور فارنا ونادي هبوعيل نوف هجليل.

## وصلات خارجية
- إيمانويل بنتيل على موقع الاتحاد الدولي (مؤرشف)  (الإنجليزية)
- إيمانويل بنتيل على موقع قاعدة بيانات كرة القدم.إي يو (الإنجليزية)
- إيمانويل بنتيل على موقع بيانات كرة القدم. دي إي (الألمانية)